# Bad Bellingen
Bad Bellingen är en kommun och ort i Landkreis Lörrach i regionen Schwarzwald-Baar-Heuberg i Regierungsbezirk Freiburg i förbundslandet Baden-Württemberg i Tyskland.
Kommunen ingår i kommunalförbundet Schliengen tillsammans med kommunen Schliengen.